# Hof van Liere (kasteel)

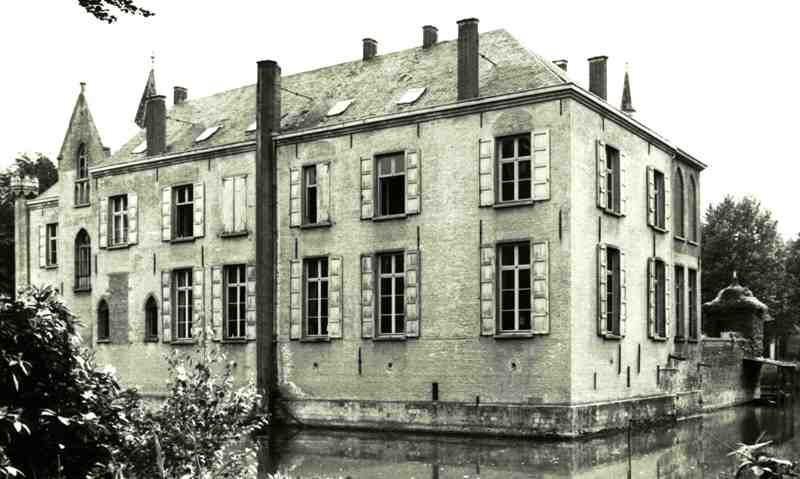
Het Hof van Liere, de achterzijde

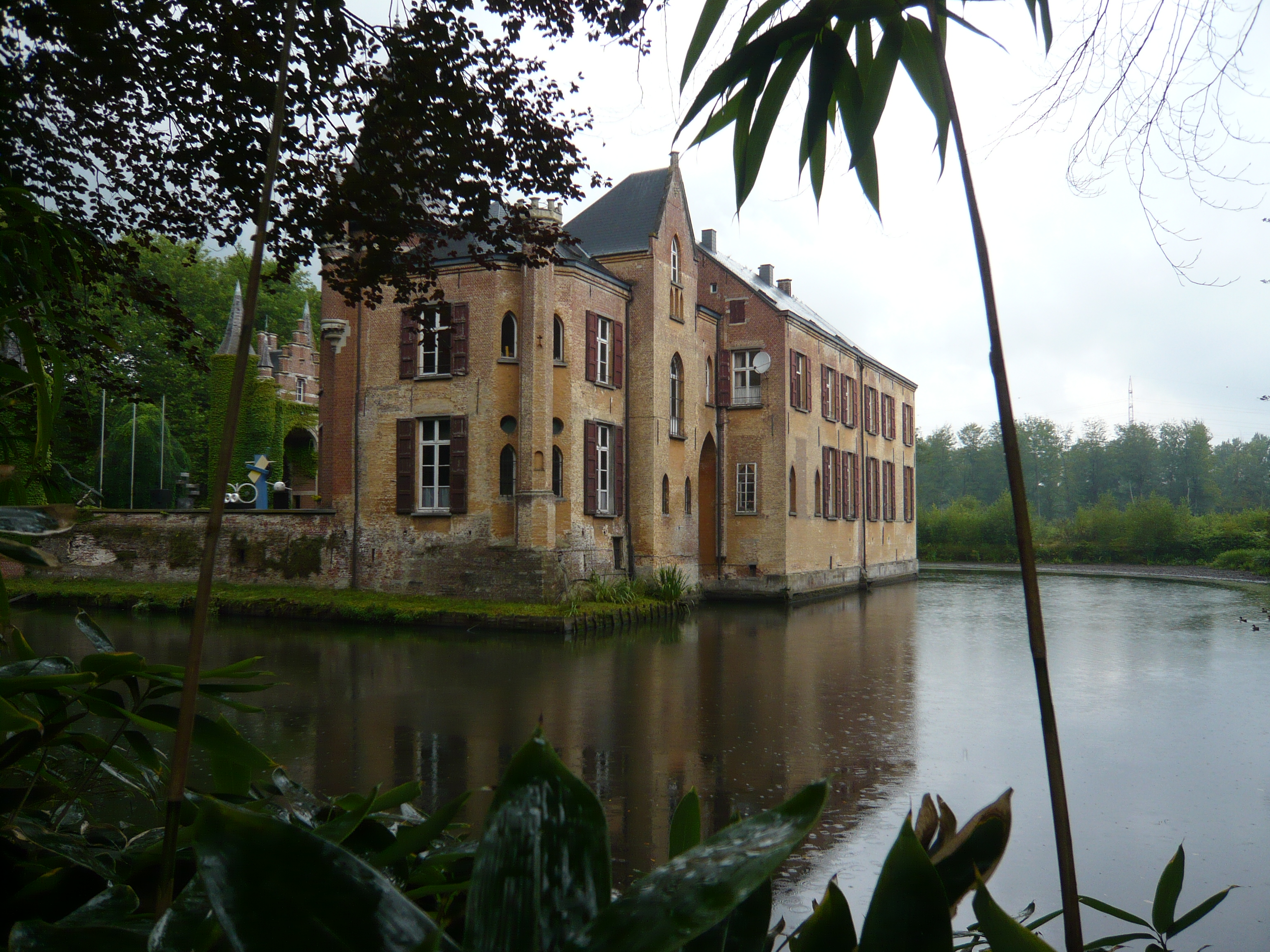
Het Hof van Liere, zicht vanuit het zuidoosten

Het Hof van Liere (ook gespeld als Hof van Lyere) of Kasteel Hof van Liere is een kasteel in de Antwerpse plaats Zandhoven, gelegen aan Hofeinde 2-4.
Het betreft een omgracht kasteel dat begin 15e eeuw werd verbouwd door Maximiliaan T'Seraerts en dat in het eerste kwart van de 19e eeuw opnieuw werd verbouwd door jonkheer Jacobus Meyers.
Er zijn feitelijk twee omgrachtingen. Achter de eerste gracht vindt men de dienstgebouwen (portierswoning en koetshuis) uit de 19e eeuw in neogotische stijl. Een tweede brug leidt via een poort naar de binnenplaats van het kasteel dat een L-vormige plattegrond heeft.
Aan de oostzijde ligt de hoofdvleugel die in het zuidwesten een veelhoekige toren heeft uit het eerste kwart van de 19e eeuw. Haaks hierop ligt de lagere zijvleugel met op de noordwesthoek een ronde toren.
Het geheel ligt in een domein met loofbomen en een beukendreef. De Tappelbeek ligt in de nabijheid.